# Golubinci
Golubinci su selo u Srijemu, u Vojvodini, Srbija.

## Hrvati u Golubincima
Prije srpske agresije na Hrvatsku, u Golubincima je živjelo 39,5% Hrvata..
Nakon etničkog čišćenja ovog sela od Hrvata, u selu je od prijeratnih 2500 ostao samo 899 Hrvata.
Kao vid pritiska, u selo se smjestilo mnoštvo Srba koji su napustili Hrvatsku, u jednom trenutku njih 2500. Srpski izbjeglice su išli od jedne do druge kuće golubinačkih Hrvata, obilježavajući kuće i izbacujući stanare. Grabež je išla do te mjere da je i rkt. župni ured bio obilježen kao "zauzet", a Srbi, koji su se evakuirali organizirano iz Hrvatske, su se tukli međusobno za "bolje" kuće.[nedostaje izvor]

## Kultura
U Golubincima od 2002. djeluje hrvatsko kulturno prosvjedno društvo Tomislav, koje organizira kulturne manifestacije od regionalnog, općinskog i lokalnog značaja. Najpoznatija je Golubinačke mačkare.

## Stanovništvo
Prema popisu stanovništva 1910. godine Golubinci su imali 4.634 stanovnika od toga kao materinji jezik srpski je govorilo 2.648 stanovnika, 1.708 hrvatski, 129 njemački, 110 mađarski, 70 srpski, 2 slovački, 1 hebrejski i 36 ostali, rimokatolika je bilo 1.931 a pravoslavaca 2.683.
U naselju Golubinci prema popisu stanovništva iz 2002. godine živi 5.129 stanovnika, od toga 4.075 punoljetna stanovnika, prosječna starost stanovništva iznosi 40,4 godina (38,6 kod muškaraca i 42,0 kod žena). U naselju ima 1.583 domaćinstava, a prosječan broj članova po domaćinstvu je 3,24.
Prema popisu iz 1991. godine u naselju je živjelo 4.497 stanovnika.
| Etnički sastav 2002. |            |        |
| Narod                | Stanovnika | %      |
| Srbi                 | 3.878      | 75,60% |
| Hrvati               | 799        | 15,57% |
| Romi                 | 152        | 2,96%  |
| Jugoslaveni          | 59         | 1,15%  |
| Slovaci              | 22         | 0,42%  |
| Mađari               | 9          | 0,17%  |
| Makedonci            | 9          | 0,17%  |
| Crnogorci            | 5          | 0,09%  |
| Muslimani            | 5          | 0,09%  |
| ostali               | 5          | 0,09%  |
| nepoznato            | 116        | 2,26%  |

| broj stanovnika | 4724  | 4763  | 4828  | 4741  | 4510  | 4497  | 5129  |
|                 | 1948. | 1953. | 1961. | 1971. | 1981. | 1991. | 2001. |

## Poznati stanovnici
- Đuro Gašparović, pomoćni đakovački biskup i kasniji biskup srijemske biskupije
- Ilija Žarković, hrv. književnik i rock-glazbenik

## Vanjske poveznice
- Teror glasan, država nema
- Članak u "Hrvatskoj riječi"  Arhivirana inačica izvorne stranice od 27. rujna 2007. (Wayback Machine) Obnovljen rad "Tomislava"
- Naša priča... o Golubincima, RTV Stara Pazova